# František Schön (stavitel)
František Schön (také uváděn německy jako Franz Schön, 18. prosince 1830 Nemrlov u Uničova – 22. ledna 1921 Praha) byl stavební inženýr, podnikatel a architekt německé národnosti (český Němec). Spolu se svým spolupracovníkem, inženýrem Karlem Veselým (Carl Wessely) vystavěl řadu železničních tratí a vodních a veřejných staveb na území dnešního Česka. Ve stavebním podnikání pokračovali též jeho synové, na přelomu 20. a 30. let 20. století však jejich firma zanikla.

## Život

### Mládí
Narodil se 18. prosince 1830 v moravské vesnici Elend (dnes Nemrlov, část obce Oskava v okrese Šumperk) jako syn mlynáře z nedalekého Mostkova, byť některé zdroje uvádějí 17. prosinec 1830 v Mostkově. Absolvoval technické vzdělání. Oženil se s o šest let mladší Marií, rozenou Sekmeyerovou. Roku 1856 se jim narodil syn Franz Josef, roku 1864 pak syn Hubert.

### Stavitel a architekt

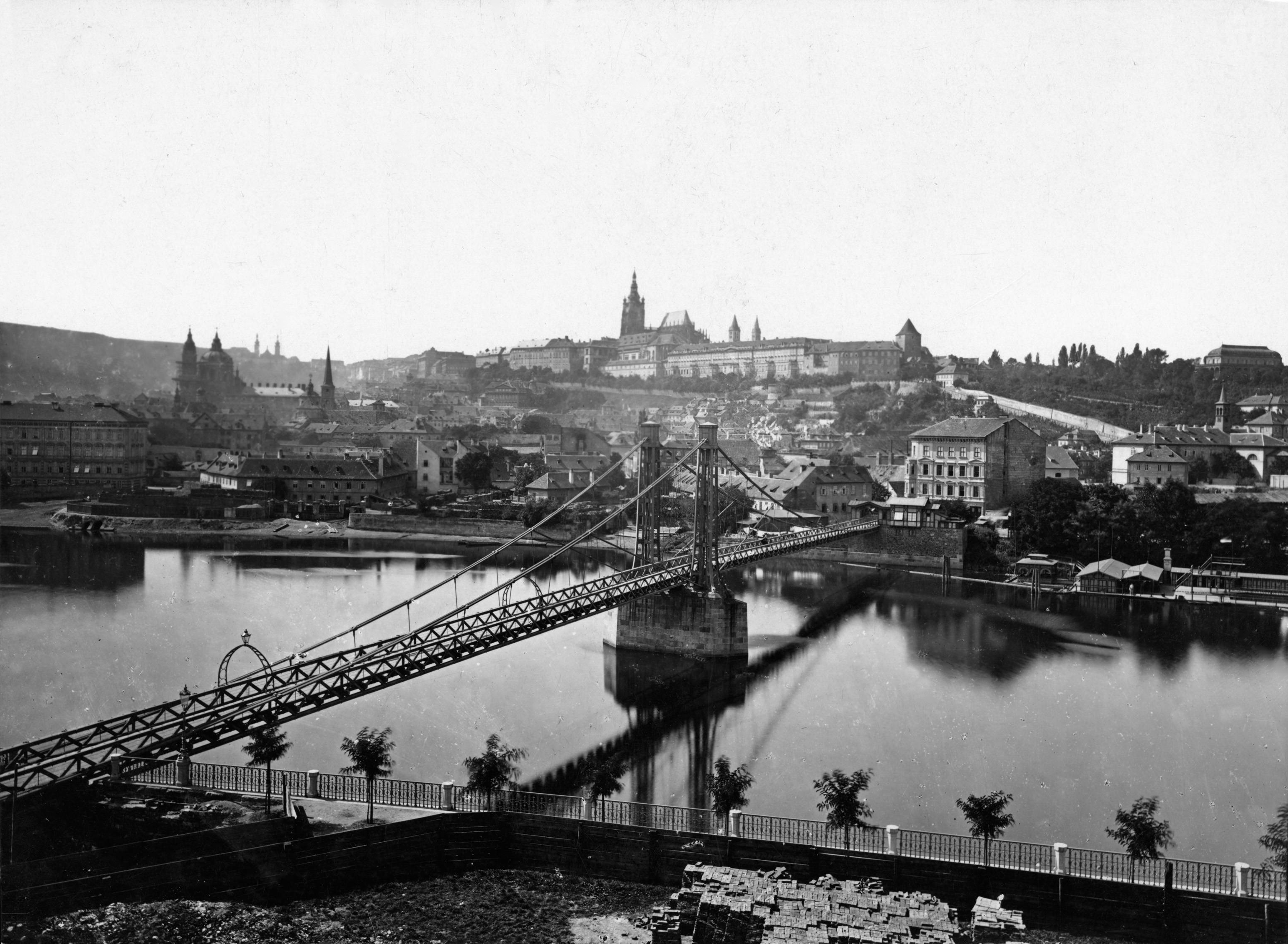
Rudolfova lávka, společné dílo Františka Schöna a Karla Veselého

V letech 1865-1868 vykonával František Schön stavební dozor na při stavbě Mostu císaře Františka Josefa I. přes Vltavu v Praze, který navrhl anglický inženýr Rowland Mason Ordish. Těleso mostu bylo vyrobeno v Rustonově slévárně v Libni. Jednalo se o druhý ocelový řetězový most (první vznikl v místě pozdějšího mostu Legií). V letech 1866-1866 pak ve spolupráci s inženýrem Karlem Veselým (též uváděn jako Wessely) vypracovali návrh a také organizačně provedli stavbu řetězové lávky mezi břehem Starého Města a Malou Stranou pojmenovanou Rudolfova lávka, na počest rakouského korunního prince Rudolfa. V severní části prostranství Klárov, kam Rudolfova lávka ústila, vystavěl pak Schön spolu s Veselým blok činžovních domů přiléhajících na areál Strakovy akademie, následně známý jako Schönovy domy. Společnou prací bylo pak navržení domu č. p. 127/III v ulici pojmenované U Železné lávky. Je pravděpodobné, že zde rodina Františka Schöna též žila a sídlila.

### Schön & Wessely

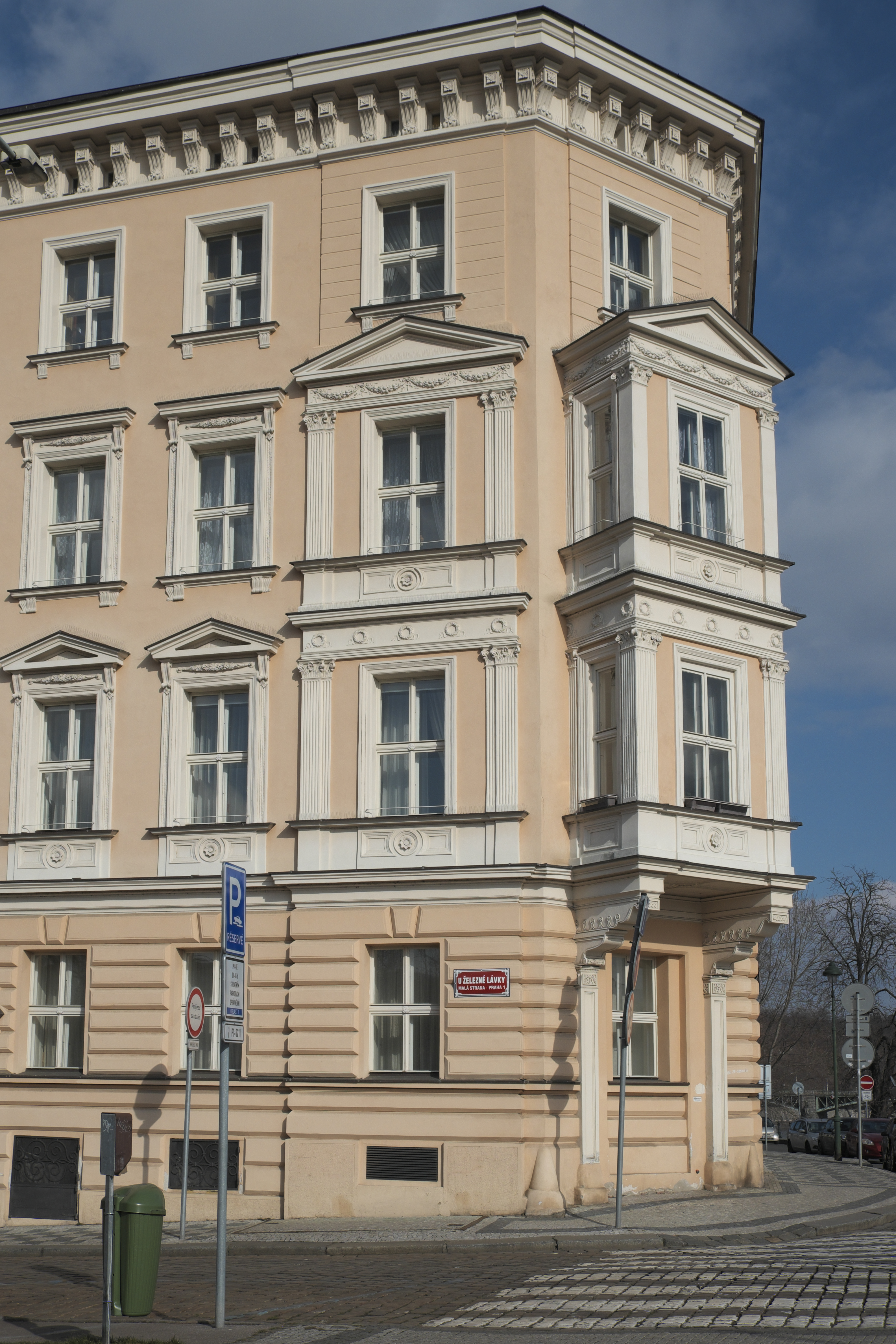
Dům č. p. 127/III na Klárově, kdysi s výhledem na Rudolfovu lávku

Po dosažených společných úspěších zakládají roku 1869 František Schön a Karel Veselý společnou firmu Schön & Wessely, pravděpodobně v době kdy probíhala stavba Pražsko-duchcovské dráhy z Prahy směrem na Slaný, Louny a Chomutov. V první polovině 70. let 19. století se firma specializovala především na stavbu železničních tratí: provedla stavbu úseku Buštěhradské dráhy z Kladna do Chomutova a dále do Vejprt na hranici se Saskem, vznikající primárně k propojení kladenské černouhelné a severočeských hnědouhelných oblastí s Prahou.

### Rakouská společnost místních drah
Na základě železniční specializace se oba majitelé firmy následně rozhodli podílnicky vstoupit přímo do struktury železniční společnosti. Dne 8. května 1880 spoluzakládají František Schön a Karel Veselý s inženýry Schwindem a Böhmem a finanční účastí několik domácích i zahraničních bank soukromý podnik Rakouská společnost místních drah (německy Österreichische Lokaleisenbahn-gesellschaft, ÖLEG). Ke vzniku společnosti došlo v očekávání platnosti tzv. Lokálkového zákona, schváleného 29. května 1880, který měnil striktní stavební podmínky pro stavbu tratí a garantoval státní podporu pro stavbu místních drah.
Kromě výstavby železničních tratí patřilo k činnosti firmy budování veřejných skladišť, kamenolomů, cihelen a dalších podniků či pomocné infrastruktury, která měla napomoci odstranit negativní vlivy sezónních přeprav, kdy na mnohých lokálních drahách byla extrémně vysoká poptávka po nákladní přepravě v období sklizně cukrové řepy, zatímco ve zbytku roku doprava skomírala.
Schön a Wessely realizovali stavbu prvního projektu společnosti, místní trati Čáslav–Závratec (dnes Třemošnice) zprovozněné roku 1881. 1. listopadu 1884 byl pak zahájen pravidelný provoz na vzniklé odbočné trati ÖLEG vedoucí proti proudu Bečvy z Hranic přes stanici Krásno nad Bečvou (později přejmenována na Valašské Meziříčí) do Hrachovce (roku 1892 byla pak trať prodloužena do Rožnova pod Radhoštěm), s odbočnou tratí do Vsetína zprovozněnou roku 1885. Roku 1888 byla firmou dokončena náročná stavba nejdelších tratí společnosti: z Hanušovic přes Ramzovské sedlo v Jeseníkách do Glucholaz v tehdejším Německém císařství (pozdější Polsko).

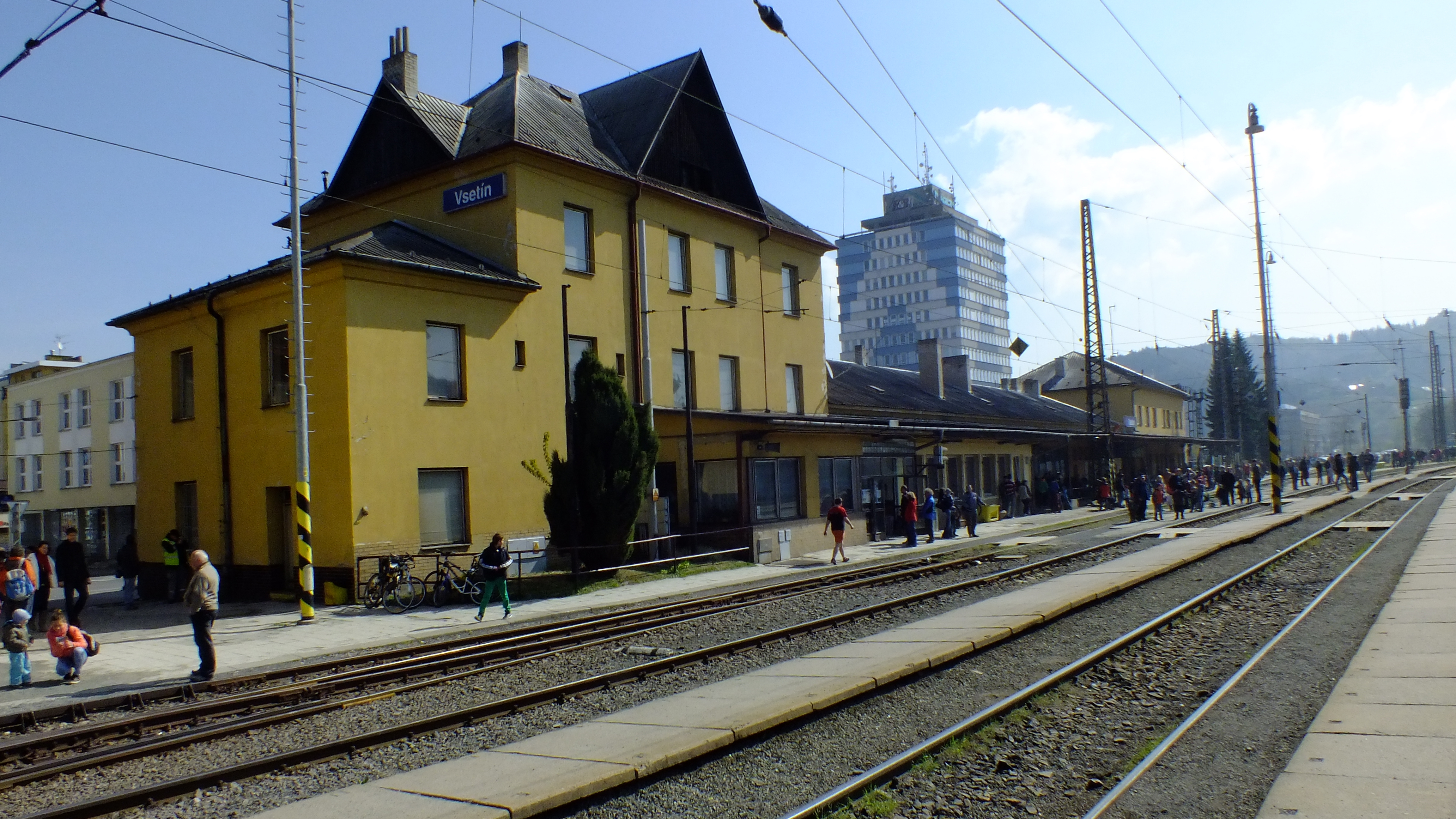
Nádraží Vsetín

Okolo roku 1885 František Schön a Karel Veselý působení v Rakouské společnosti místních drah ukončili a nadále se věnovali realizaci velkých, často veřejných, staveb.

### František Schön & synové
Roku 1890 se František Schön podnikatelsky rozchází se svým dlouholetým společníkem Karlem Veselým, který v té době již dosáhl titulu rytíře a dvorního rady (Rytíř Karel von Wessely), a se svými syny Franzem Josefem (1856–1925) a Hubertem (1864–1935) přejmenoval společnost na František Schön & synové. Firma se nadále zabývala výstavbou lokálních tratí: z Prahy do Rudné, či úzkorozchodných tratí z Králova Dvora do Koněprus, a z Mimoně do Jablonného v Podještědí, a také 73 km dlouhé trati z Českých Budějovic do Nové Pece pro společnost ÖLEG. Tato a další delší tratě společnosti (např. hanušovická) byly budovány se značnou státní finanční účastí, která byla motivována snahou o oživení těchto chudých horských regionů.
Roku 1901, ve věku 70 let, odešel František Schön do penze a stavební podnikatelství nadále vedli jeho dva synové. Společnost se nadále zaměřila na realizaci velkých vodních staveb, na začátku 20. století navíc poptávka po stavbách železnic podstatně klesla. Stavěla přehrady, zdymadla či městská nábřeží.

#### Protržení přehrady Desná

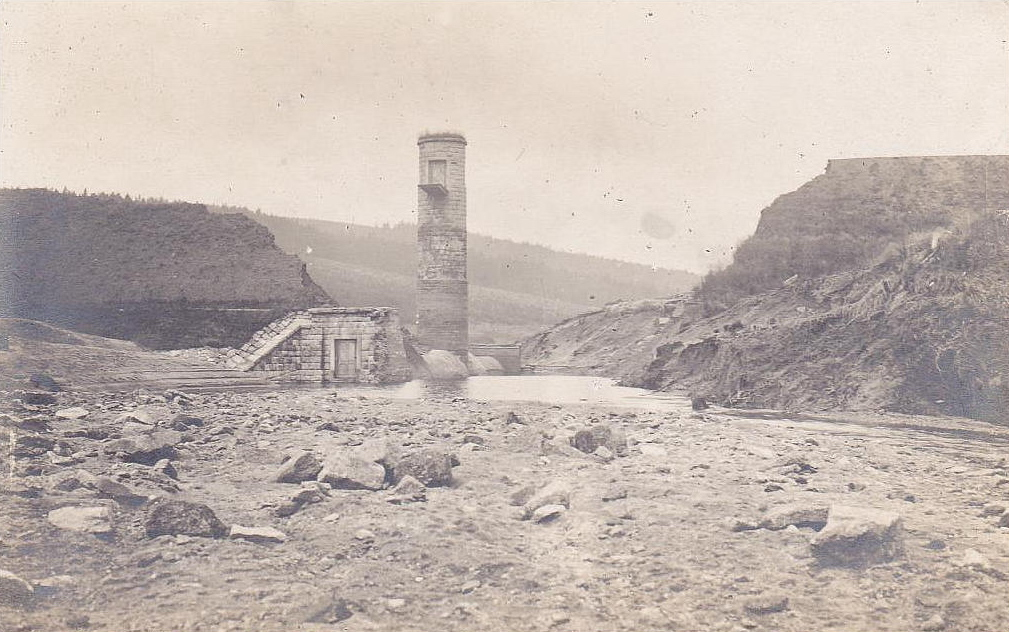
Přehrada Desná krátce po protržení

Krizovou událostí v historii firmy Schön pak bylo protržení přehrady Desná nedaleko Tanvaldu v Jizerských horách. Stavba zkolaudovaná koncem roku 1915 podle návrhu architekta přehrad Wilhelma Plenknera se 18. září 1916 protrhla, nashromážděná voda s sebou strhla dřevěné klády a balvany a níže po proudu Bílé Desné zničila celou řadu domů. Celkem při nehodě zahynulo 62 lidí a řada dalších byla zraněna a připravena o obydlí. Následně započal vleklý soudní proces, který firmu Schön již nadobro značně poškodil

### Úmrtí a zánik firmy

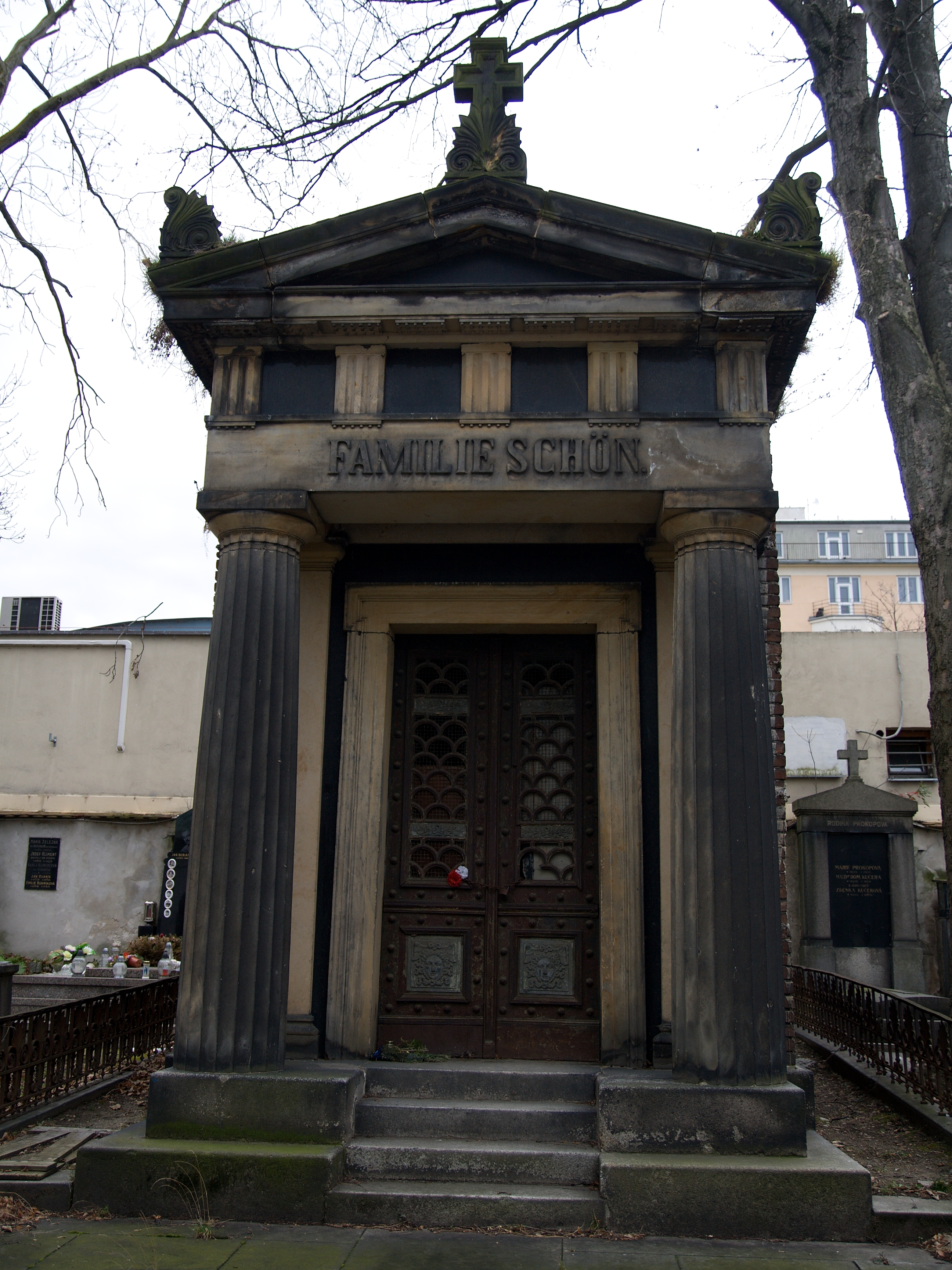
Hrobka rodiny Františky Schöna na Olšanských hřbitovech

František Schön zemřel 22. ledna 1921 Praze ve věku 90 let a byl pochován v rodinné hrobce na Olšanských hřbitovech, kterou nejspíše navrhla a vystavěla firma Schön.
V roce 1925 zemřel starší z bratrů Franz Josef. Mladší Hubert se po jeho smrti dostal při další výstavbě železnic do finančních problémů a firma nakonec zanikla. Proces s obžalovanými kvůli protržení přehrady Desná byl nakonec ukončen až roku 1933 zproštěním obžaloby s vyjádřením, že za kolaps stavby mohlo nepředvídatelné geologocké podloží.

### Rodinný život
František Schön byl poprvé ženatý s Marií, rozenou Sekmeyerovou. Měli spolu řadu dětí, z nichž Franz Josef a Hubert se stali pokračovateli v rodinném podniku. Po smrti manželky (†18. července 1873) se roku 1875 znovu oženil s Terezií Lochmauerovou (1845-??). Jejich ostatky jsou uloženy v olšanské hrobce.

## Dílo
Stavby, na kterých se František Schön podílel, často ve spolupráci s Karlem Veselým:
- Most císaře Františka Josefa I., Praha, 1865–1868 (stavební dozor)
- Rudolfova lávka, Praha, 1866–1869 (spolu s K. Veselým)
- Schönovy domy na Klárově, Praha, 1871–1872
- Úseky Pražsko-duchcovské dráhy, severozápadní Čechy, 1869–1873
- Úseky Buštěhradské dráhy, severozápadní Čechy, 1870–1873
- Věznice Bory, Plzeň, 1878 (stavba, projekt Emanuela Trojana a Franze Mauruse)
- Synagoga, Karlovy Vary, dokončeno 1877 (spolu s K. Veselým)
- Železniční trať Hranice na Moravě – Vsetín, Valašsko, dokončeno 1885
- Železniční trať z Hanušovic do Głuchołaz přes Jeseníky, dokončeno 1888
- Železniční trať z Českých Budějovic do Nové Pece, dokončeno 1891–1892
- Železniční trať z Prahy do Rudné, dokončeno 1898
- Železniční trať Lovosice–Řetenice, dokončeno 1897
- Úzkorozchodná trať Králův Dvůr – Koněprusy, 1899

## Galerie

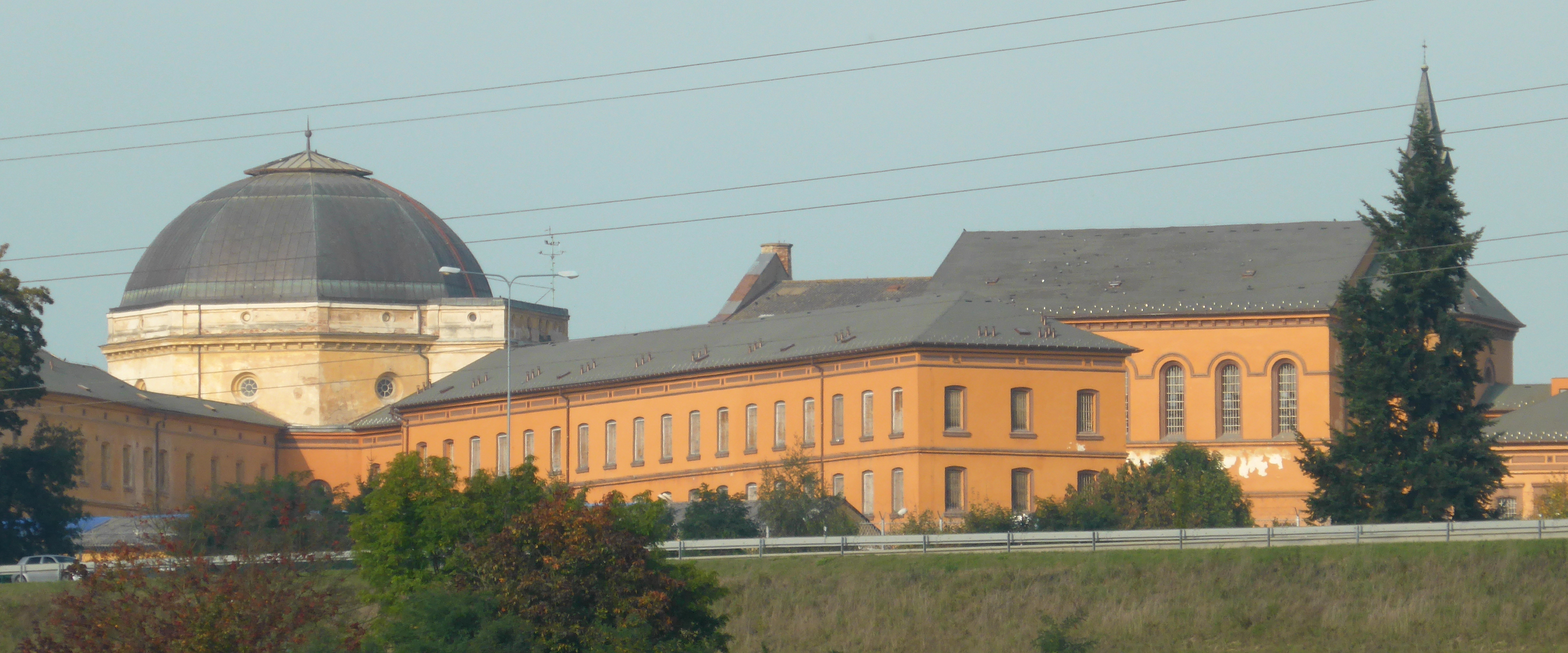
Věznice Bory
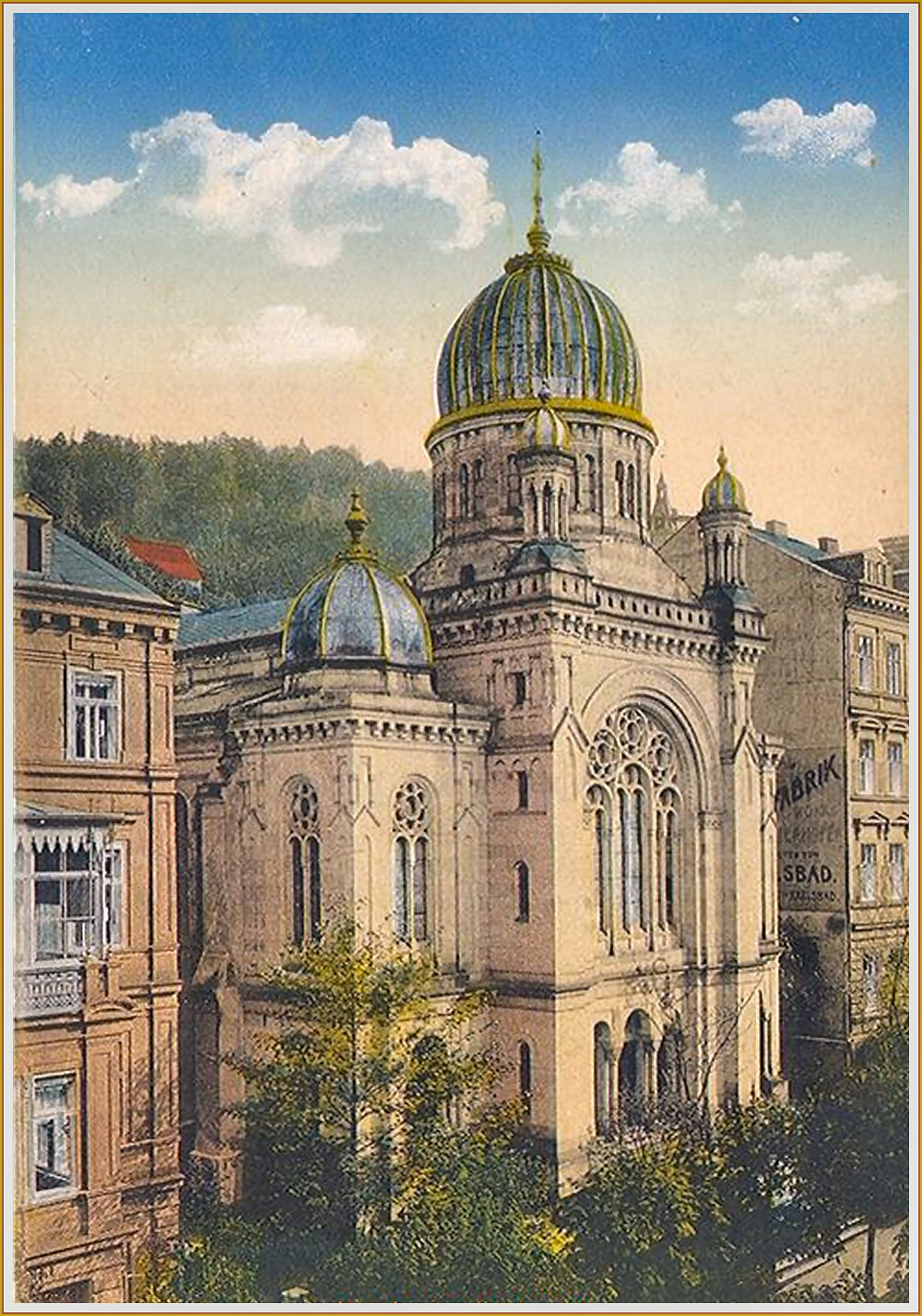
Synagoga v Karlových Varech
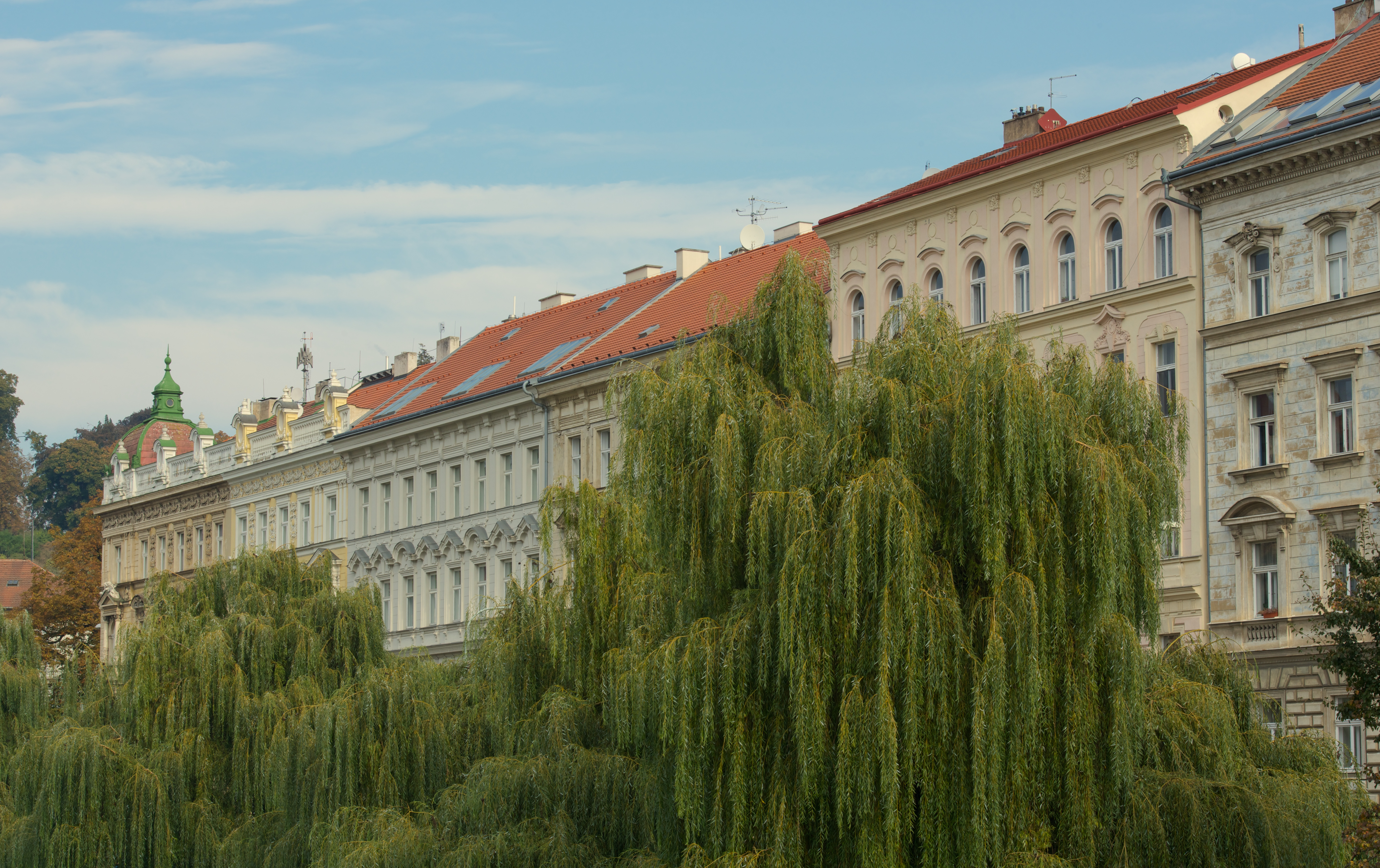
Schönovy domy, Klárov
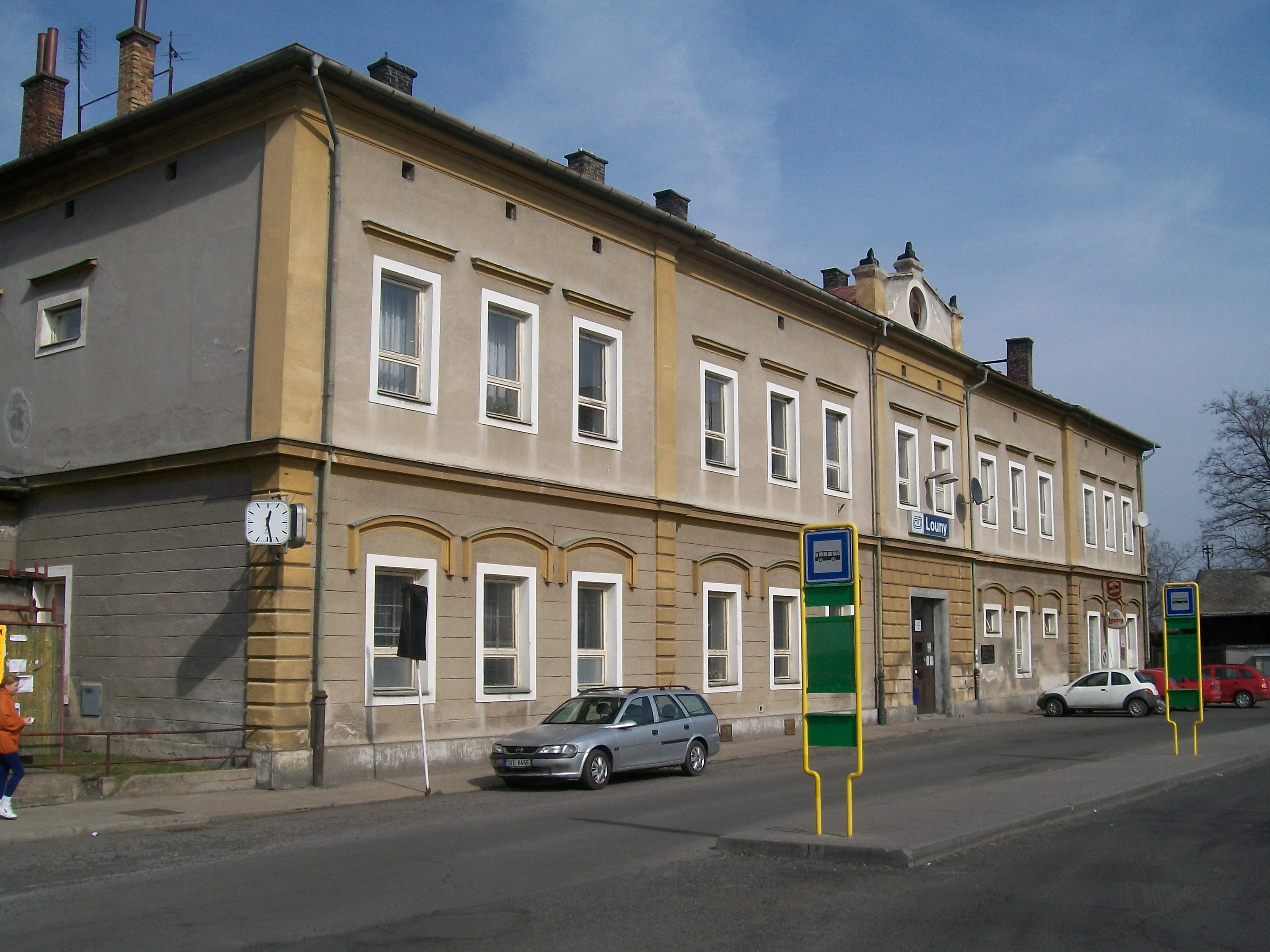
Nádraží v Lounech, 1872